# Flazasulfuron
Le flazasulfuron est un herbicide de la famille des sulfonylurées. Il inhibe l'enzyme acétolactate synthase qui joue un rôle dans la synthèse des acides aminés ramifiés (valine, leucine et isoleucine). Il est autorisé en France sur vigne, oliviers et agrumes. Il peut également être utilisé en surface non cultivée. C'est un produit qui peut être dangereux pour l'environnement et les organismes aquatiques. Il est interdit de traiter à proximité d'un point d'eau (moins de 12 mètres).